# Chlorocypha selysi
Chlorocypha selysi är en trollsländeart. Chlorocypha selysi ingår i släktet Chlorocypha och familjen Chlorocyphidae. IUCN kategoriserar arten globalt som livskraftig.

## Underarter
Arten delas in i följande underarter:
- C. s. nigeriensis
- C. s. selysi